# Vive les éboueurs
Vive les éboueurs (Trash of the Titans) est le 22e épisode de la saison 9 de la série télévisée d'animation Les Simpson.

## Synopsis
Insatisfait du travail des éboueurs, Homer se présente pour devenir chef des éboueurs. Contre toute attente, il gagne l'élection. Homer fait bien le travail mais il a dépensé en 1 mois ce qu'il devait dépenser en 1 an. Les salariés font alors grève, le problème sera vite réglé par Homer qui décide de laisser mettre les déchets d'autres villes dans les mines abandonnées de Springfield en se faisant payer, ce qui arrange bien les employés d'Homer du point de vue financier, mais des conséquences désastreuses pour Springfield arrivent vite...

## Invités
- Steve Martin double le personnage de Ray Patterson.
- U2 : Bono, The Edge, Adam Clayton et Larry Mullen Jr.. Les tenues des chanteurs ainsi que la scène du concert, sont repris du PopMart Tour que le groupe venait juste d'effectuer. Le manager de U2 Paul McGuinness fait également une apparition.